# 努羅塔

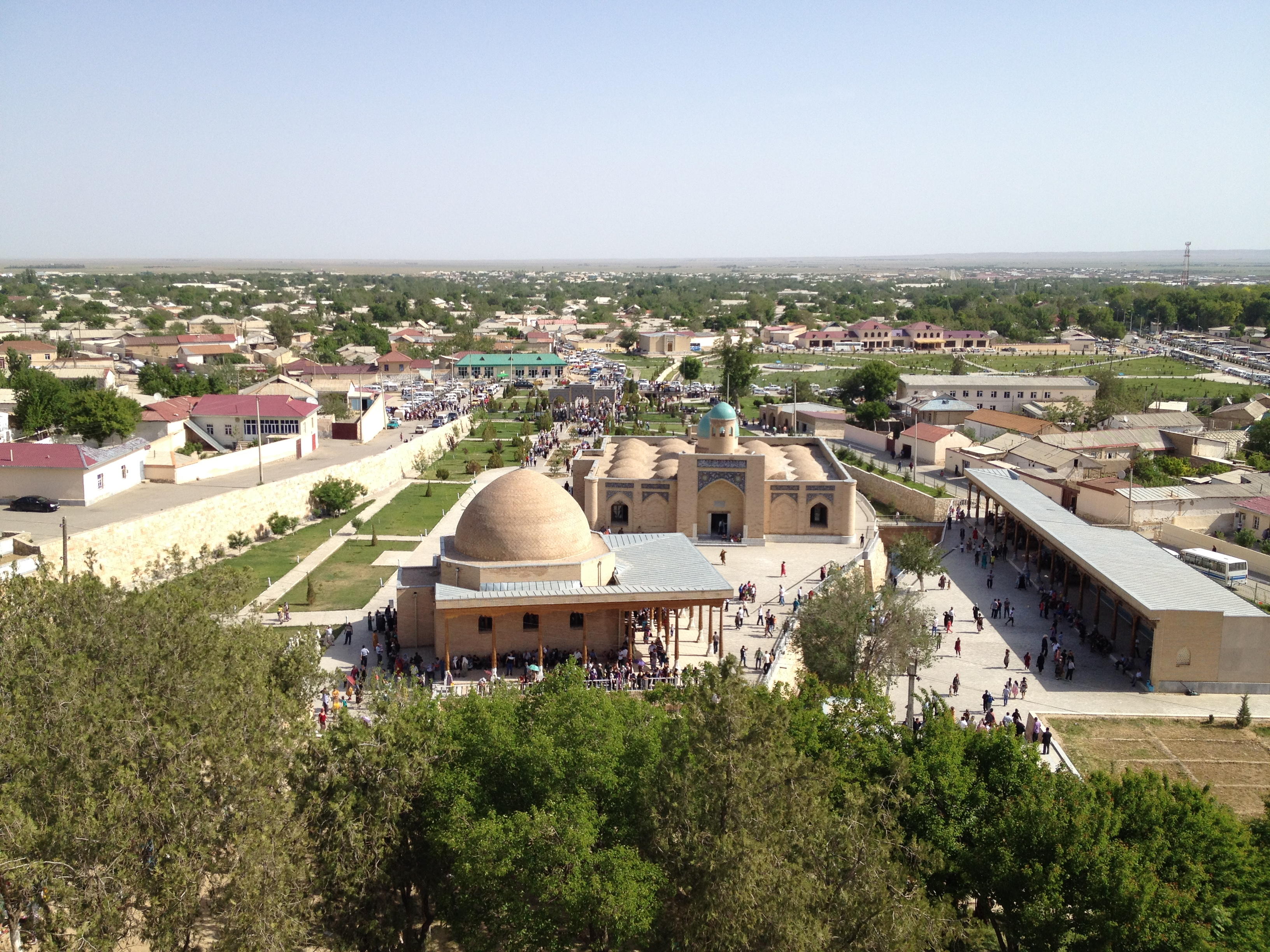

努羅塔是烏茲別克的城市，由納沃伊州負責管轄，位於該國中部，距離首府納沃伊75公里，該鎮在公元前327年由亞歷山大大帝建立，海拔高度490米，每年平均降雨量160毫米，2009年人口30,941。
40°33′54″N 65°41′06″E / 40.565°N 65.685°E